# Rosa jackii
Rosa jackii är en rosväxtart som beskrevs av Alfred Rehder. Rosa jackii ingår i släktet rosor, och familjen rosväxter. Utöver nominatformen finns också underarten R. j. pilosa.